# Gobernador del territorio de Magallanes
El gobernador del territorio de Magallanes, o simplemente gobernador de Magallanes, fue la autoridad responsable del gobierno y administración del territorio de Magallanes, Chile, existente entre 1844 y 1929. Este cargo tuvo asiento en la ciudad de Punta Arenas.
Desde 1929, el territorio pasa a denominarse provincia de Magallanes, el que a su vez pasa a convertirse, en 1974, en la región de Magallanes y la Antártica Chilena.

## Gobernadores
| Nombre                                       | Fecha de nombramiento    |
| -------------------------------------------- | ------------------------ |
| Sargento mayor Pedro Silva                   | Abril de 1844            |
| Sargento mayor Justo de la Rivera            | Julio de 1845            |
| Coronel José Santos Mardones                 | 6 de abril de 1847       |
| Capitán de fragata Benjamín Muñoz Gamero     | 29 de enero de 1851      |
| Teniente coronel Bernardo E. Philippi        | 15 de mayo de 1852       |
| Jorge Cristián Schythe                       | 11 de julio de 1853      |
| Damián Riobó                                 | 13 de septiembre de 1866 |
| Capitán de fragata Óscar Viel y Toro         | 28 de noviembre de 1867  |
| Sargento mayor Diego Dublé Almeyda           | 17 de septiembre de 1874 |
| Teniente coronel Carlos Wood Ramírez         | 6 de febrero de 1878     |
| Francisco R. Sampaio                         | 10 de mayo de 1880       |
| General de brigada Samuel Valdivieso         | 17 de abril de 1889      |
| Teniente coronel Daniel Briseño              | 11 de junio de 1891      |
| Teniente coronel José Antonio Soto Salas     | Septiembre de 1891       |
| Teniente coronel Daniel Briseño              | 9 de diciembre de 1891   |
| Capitán de navío Manuel Señoret              | 27 de agosto de 1892     |
| Mariano Guerrero Bascuñán                    | 28 de octubre de 1896    |
| Carlos Bories                                | 28 de junio de 1899      |
| Capitán de fragata Alberto Fuentes Manterola | 12 de agosto de 1904     |
| Fernando Chaigneau                           | 22 de junio de 1907      |
| Fernando Edwards                             | 10 de septiembre de 1914 |
| Coronel Luis Contreras Sotomayor             | 29 de septiembre de 1917 |
| Exequiel Fernández Hidalgo                   | 14 de marzo de 1919      |
| Alfonso Bulnes Calvo                         | 6 de diciembre de 1919   |
| Samuel Ossa Borne                            | 17 de noviembre de 1920  |
| Vicente Fernández Rocuant                    | 11 de enero de 1921      |
| Contralmirante Arturo E. Swett               | 28 de septiembre de 1924 |